# Bénouville (Calvados)
Bénouville é uma comuna francesa na região administrativa da Normandia, no departamento de Calvados. Estende-se por uma área de 5,28 km². Em 2010 a comuna tinha 2 072 habitantes (densidade: 392,4 hab./km²).

## Cidades-irmãs
Bénouville é geminada com as seguintes localidades:
- Lynton e Lynmouth, Reino Unido